# Biserica de lemn din Mermești

Două icoane din biserica de lemn din Mermeşti, Arad, 1926

Biserica de lemn din Mermești, județul Arad a fost folosită până în anul 1928 și avea hramul Buna Vestire. În anul 1928 s-a construit o altă biserică de lemn, cu același hram, folosită până în 1980 când a fost construită actuala biserică de zid.